# Gianni Versace
Giovanni Maria Versace (Regio de Calabria, 2 de diciembre de 1946-Miami, 15 de julio de 1997), conocido como Gianni Versace, fue un diseñador de moda italiano de alta costura fundador de la marca Versace. Creó vestidos para obras de teatro y películas, y fue uno de los primeros diseñadores capaces de relacionar la moda con la industria musical y las celebridades al ser amigo de figuras como Eric Clapton, Diana de Gales, Naomi Campbell, Duran Duran, Madonna, Cher, Elton John, Sting, entre muchas otras.
Era una figura permanente en la escena internacional de la moda junto con su pareja Antonio D'Amico. Versace fue asesinado en la puerta de su casa (Villa Casa Casuarina) en Miami Beach por Andrew Cunanan el 15 de julio de 1997. Tenía 50 años en el momento de su muerte.

## Biografía

### Primeros años
Giovanni Maria Versace nació en Regio de Calabria el 2 de diciembre de 1946, donde creció con su hermano mayor Santo, su hermana menor Donatella, su padre, y su madre Francesca. Tenía una hermana mayor, Tina, que murió a los 10 años debido a una infección del tétanos que no fue tratada de manera adecuada.[cita requerida] De su ciudad natal dijo:

Reggiopico es el reino donde comenzó la historia de mi vida: la sastrería de mi madre, la boutique d'Alta Moda. El lugar donde, de niño, empecé a apreciar la Ilíada, la Odisea, la Eneida, donde comencé a respirar el arte de la antigua Grecia.
Gianni Versace

Gianni comenzó su aprendizaje a temprana edad, ayudando a su madre a encontrar piedras preciosas e hilos de oro para bordar vestidos. Estudió arquitectura antes de mudarse a Milán a los 26 años para trabajar en el diseño de moda.
A mediados de la década de 1970, sus montajes llamaron la atención de las marcas Genny y Callaghan. Lo contrataron para diseñar sus colecciones y unos pocos años más tarde, animado por su éxito, presentó su primera firma de colección para mujer en el museo de arte, Palazzo della Permanente, de Milán. Su primera colección para hombre llegó en septiembre de ese mismo año. Después de presentar su colección de hombre, se unió con Jorge Saud, quien más tarde se volvería compañero de Giorgio Armani.

### Estilo exuberante
La firma Versace alcanzó la celebridad mundial en la década de 1980, en parte gracias a una sagaz asociación con estrellas del mundo del espectáculo, tal como hace Giorgio Armani. Las estrellas de Hollywood y los cantantes de música pop empezaron a elegir esta marca para vestirse en sus fiestas, conciertos y filmes. Entre estos clientes se contaban Liz Taylor, Elton John y Madonna. Pero al contrario que Armani, sinónimo de sobriedad y estilización, Gianni Versace impuso una estética exuberante y muy atrevida en colorido y materiales, casi chillona y kitsch, con tonos flúor y dorados, barroca hasta vampirizar estéticas de siglos pasados (Pompeya, manierismo).
En 1994 la (hasta entonces modesta) actriz Liz Hurley saltó a la fama planetaria al lucir un vestido Versace de vertiginoso escote, apenas prendido por unos imperdibles. Pocos años después, la polémica película Showgirls incluyó un diálogo donde su protagonista Elizabeth Berkley aludía a su vestido Versace y le replicaban sobre cómo pronunciar correctamente dicho apellido italiano. 
Versace hacía ostentación del lujo en sintonía con la época de Ronald Reagan y del consumismo ilimitado, en la que los referentes sociales parecían ser los yuppies y las estrellas del rock que amasaban grandes royalties. La Medusa y la greca de origen clásico, se volvieron distintivos inconfundibles de Versace, y se asociaban a la opulencia, mostrándose en primer plano en bolsos, calzado, bañadores, bisutería...frente a la discreción de otras casas de moda. Estos artículos más asequibles llegaban a un público de clase media y ayudaron al apogeo de la casa italiana.
Pero fallecido Gianni Versace los gustos empezaron a cambiar. Bajo la tutela de su hermana Donatella, la compañía seguiría adelante adaptándose a las nuevas modas, y ya en fechas recientes, al hilo de cierta nostalgia por los años 80, ha recuperado y difundido el estilo más desbordado de Gianni mediante una colección de alcance masivo lanzada a través de H&M.

## Vida personal
Conoció a Antonio D'Amico, un modelo, en 1982. La pareja se embarcó en una relación que duró quince años, hasta la trágica muerte de Versace. Durante ese tiempo Antonio fue diseñador para la línea deportiva Versace.
Versace dejó a su pareja D'Amico una pensión mensual vitalicia de 50 millones de liras (aprox. $26,000 dólares), y el derecho a ocupar cualquiera de las residencias Versace homes en Italia y en los Estados Unidos. Pero D'Amico decidió renunciar a este derecho y saldar su pensión mensual con un único cobro de lo que se estimó que le correspondía. Ahora tiene su propia empresa de diseño de moda.

## Muerte

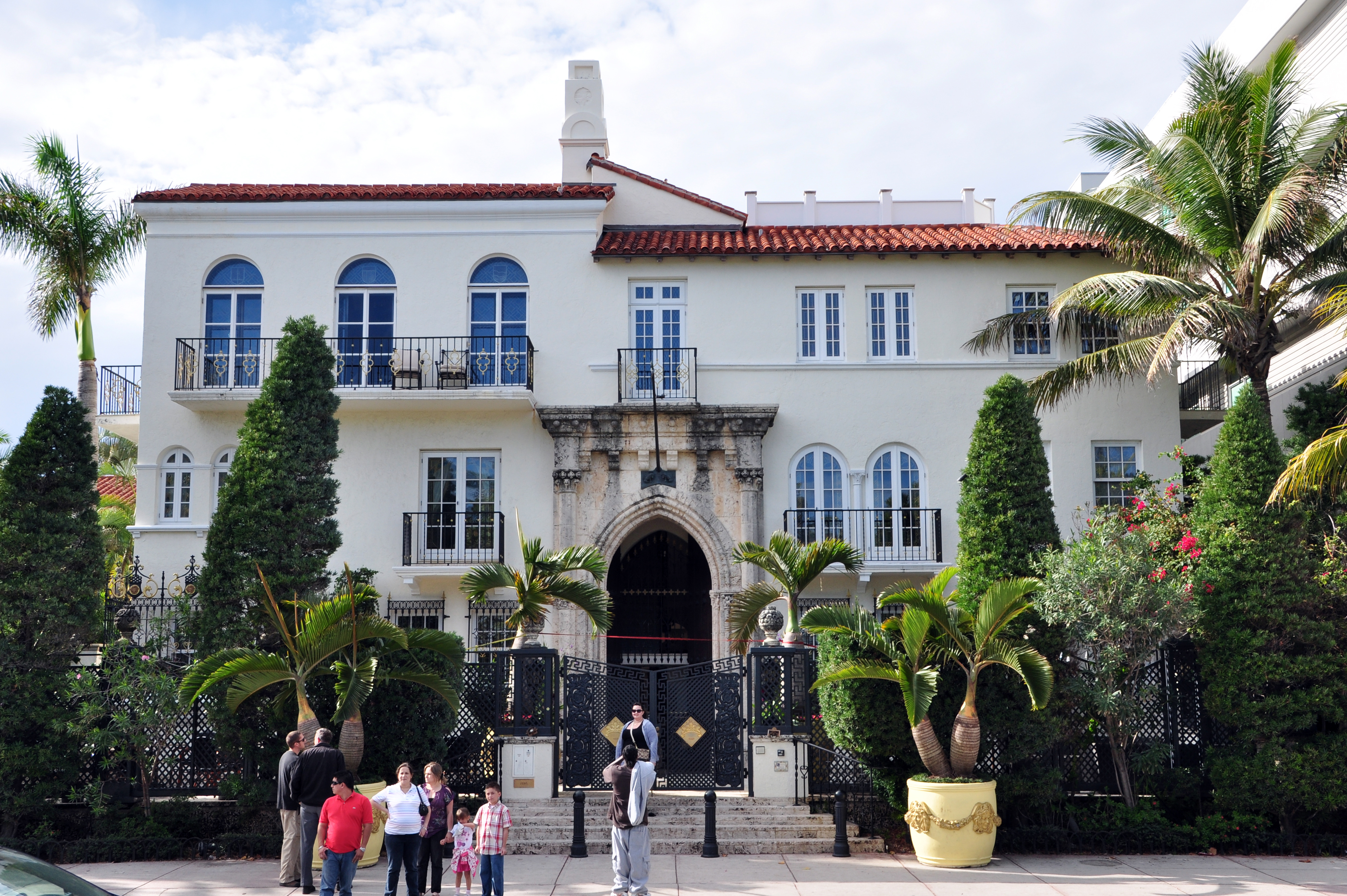
Casa Casuarina, mansión de Versace en Miami Beach, lugar donde fue asesinado.

En la mañana del 15 de julio de 1997, regresando de su acostumbrada caminata por el paseo de Ocean Drive en Miami, Versace fue tiroteado enfrente de su mansión con vista al mar en Miami Beach. Fue asesinado por Andrew Phillip Cunanan, quien se suicidó poco después del homicidio y cuyo cuerpo fue encontrado en una casa flotante. La policía dictaminó que Cunanan se suicidó con la misma pistola que usó para matar a Versace y además se supo que el asesino había estado en su casa dos días antes del crimen.

## Legado
Versace fue sepultado en la localidad de Como, en Italia. En septiembre de 1997 se anunció que Santo Versace y Jorge Saud eran los nuevos propietarios de los bienes de Versace. La hermana de Gianni, Donatella Versace, era la nueva líder del departamento de diseño. Elton John dedicó su álbum The Big Picture, publicado en 1997, a Versace.
En su testamento, Versace dejó el 50% de su imperio de la moda a Allegra Beck, su sobrina, hija de Donatella. Al cumplir la mayoría de edad en 2004, Allegra heredó alrededor de 500 millones de dólares (50% de la compañía) del imperio de moda Versace. Tiene la última palabra en la venta y otros detalles en la línea de ropa Versace. Allegra tenía apenas once años cuando su tío fue asesinado.
En julio de 2007, un ballet especialmente escrito fue presentado en el Teatro de La Scala, en Milán, en el marco del décimo aniversario de la muerte del diseñador. Thanks Gianni, With Love fue realizada por el coreógrafo francés Maurice Béjart, para quien Versace diseñó varios vestidos.

## Filmografía
A través de los años, Versace se vio envuelto en numerosos proyectos cinematográficos:

### Como diseñador de trajes
- Ballet for life (1997);
- Juez Dredd (Judge Dredd) (1995);
- Shakespeare Shorts (serie de TV, 1996);
- Showgirls (1995);
- Kika (1993);
- Vacanze di Natale (conocida como Las vacaciones de Navidad, 1991);
- Cin cin (conocida como Un fino romance, 1991);
- As Long as It's Love (conocida como In una notte di chiaro di luna, 1989);
- Miami Vice (serie de TV, 1989);

### Actor
- Catwalk (conocida como Pasarela, 1996);
- Spiceworld (Sus escenas fueron borradas tras su asesinato, 1997);

### Relacionadas
- American Crime Story: El asesinato de Gianni Versace (miniserie de TV)
- El asesinato de Versace (película 1998)
- House of Versace (TV) (película biográfica de 2013 sobre Donatella Versace)

## Premios
- Comendador de la Orden al Mérito de la República Italiana, otorgada por el presidente de Italia Francesco Cossiga el 24 de enero de 1986.